# 白蛇传说
《白蛇传说》（英文：The Sorcerer and the White Snake）是一部于2011年上映的魔幻爱情动作电影。其题材取自中国四大民间传说之一的《白蛇传》。本片是第68届威尼斯电影节展映单元的影片之一。
该电影由出品人杨子所在的中国巨力影视传媒有限公司投资上亿人民币拍摄，《倩女幽魂》导演程小东执导，亚洲著名制片人崔宝珠监制。云集了李连杰、黄圣依、林峯、蔡卓妍、文章、徐若瑄、楊千嬅、杜汶泽等众多两岸当红实力演员。该片于2010年9月底开机拍摄，2011年1月杀青。2011年9月28日晚上6点在中国大陆正式上映。
该片最终压倒同期上映的《画壁》以2.2亿票房成为中國电影国庆档冠军。电影《白蛇传说》作为唯一一部国语影片入围第68届威尼斯电影节展映項目（非競賽，競賽項目有香港《桃姐》和《夺命金》，中國的《人山人海》以及台灣原住民抗日史詩電影《賽德克·巴萊》）。获得西班牙西切斯电影节“最佳贡献奖”。提名第48届金马奖“最佳视觉效果”。

## 剧情内容
大宋南迁至临安时期，一批妖邪开始在林中出没，它们无恶不作，给人间带来了巨大的灾难。金山寺主持法海大师见闻，带领门下弟子能忍下山除妖灭怪，替天行道。与千年雪妖、狐妖展开激烈的战斗……
白蛇在深山中已修炼了一千年，因寂寞难耐，与青蛇一起幻化为人形，并化名为白素贞与小青来到人间游玩，巧遇药童许仙，白素贞与许仙两人便一见钟情，但许仙并不知道她是一条修行千年的蛇妖。小青决定凑合白素贞与许仙，在途中却偶遇法海的徒弟能忍，两人便成为了好朋友，可令能忍不知情的是小青居然是个蛇妖。此时，蝙蝠妖已在人间祸害百姓，凡是被蝙蝠妖所咬过的人都会变成蝙蝠妖。因此，能忍与蝙蝠妖不巧而遇，展开一场恶战，但不幸的是能忍不慎被蝙蝠妖所伤。幸得法海及时相救，才保得了性命。最终，蝙蝠妖被法海消灭。
小青聚集了一群妖友，让它们假扮成白素贞的父母与家奴，迎接许仙与白素贞来探亲，最终白素贞终于实现与许仙喜结良缘的梦想。此时，能忍因中蝙蝠妖的妖毒而慢慢从人蜕变为了妖魔，为此他感到非常绝望而寻死腻活，后来小青出现，将自己也是妖的事告诉了能忍，并破了能忍的三戒，告诉他他现在也成为她的同类了，让他面对现实……
白素贞的事纸里包不住火，最终还是被法海识破，小青让白素贞将许仙带走，自己独自去迎战法海，小青敌不过法海险些丧命，幸亏能忍及时赶到救下了小青，能忍以一副妖的模样面对着自己的师傅，他请求法海放过小青，并含泪与师傅告别离去，法海知道能忍已经无法再回头了。
端午节时，法海再次追查到白素贞与许仙的行踪，雖然因為白素贞用自身真氣放入許仙藥中因而救了當時遭狐妖襲擊的百姓，當下決定放了她，但條件是要白素貞離開許仙，回歸山林，要不然下次再見絕不留情。然而因為白素贞仍是無視警告繼續回去找許仙，法海便施计使用雄黃讓白素贞现出了原形，随后双方便展开激烈的较量，结果双方都败下阵来，白素贞則身中法刀元氣大傷。许仙为救白蛇，决定前往雷峰塔取得仙草拯救白素贞，但不幸的是他再取出仙草的同時也釋放了原本為仙草鎮壓的妖靈，無數的邪惡妖靈全數附身於许仙之身，法海為救許仙而將他帶回金山寺中，設下羅漢大陣欲幫許仙淨化妖靈。
白素贞雖獲救卻也得知許仙落於法海之手，与小青急忙赶到金山寺找法海要人，法海說明許仙情況後要求兩人立即離開，白素贞卻不相信法海說辭決意要見許仙，双方一言不和再次针锋相对。交手片刻後白素贞忍无可忍，与小青联手召唤海啸巨浪设法淹没金山寺也同時現出原形與法海較量，法海略占下風而苦力支撐，後白素贞成功突破防線前往大殿將許仙救出，卻因強行中斷羅漢陣使許仙失去了部分記憶，認不得白素贞。
許仙失憶的打擊讓白素贞將怒火指向法海，法海受萬蛇蝕身而不支倒於佛頂。望著被水淹沒的金山寺，法海感嘆自己執著於人妖兩分才導致這場災禍，這時能忍出現並將落水了人逐一救上岸，也救起了負傷的小青。正當白素贞欲痛下殺手時，法海禪定打坐獲得神明幫助，成功擊敗白素贞，同時將她封於雷峰塔中，讓她不得再出。
白素贞困於雷峰塔中哭喊著要見許仙，向佛祈禱只要能如願就甘願接受懲罰，真誠皈依之心感動天地，神明指示法海為白素贞撐起雷峰塔讓她與許仙相見。即便許仙已失去了對她的記憶，白素贞仍說永不後悔與他相戀，而如同初次見面時那樣的深情一吻喚起了許仙的記憶，喊出白素贞的名字，無奈時間已到白素贞再度被吸回雷峰塔，從此兩人永遠無法相見。許仙至此於塔外陪伴著白素贞，直到永遠。
看著這一幕的能忍感嘆道這對他們兩而言或許是最好的結果，而在身邊的小青卻依舊無法理解，對能忍說她一生都不會愛上一個人，就如同能忍一生都當不了一個妖，說完之後就離開了。法海事後放開了胸懷接納了能忍，兩人就一如既往繼續踏上降妖伏魔的旅途。

## 演员阵容
| 演员                    | 角色         | 简介                                                   | 粵語配音 | 日語配音   |
| ----------------------- | ------------ | ------------------------------------------------------ | -------- | ---------- |
| 李连杰                  | 法海         | 金山寺住持，降妖大師                                   | 陳欣     | 池田秀一   |
| 黄圣依                  | 素素         | 千年修行的白蛇精，許仙之妻                             | 曾秀清   | 小林沙苗   |
| 林峯                    | 許仙         | 藥農                                                   |          | 内田夕夜   |
| 蔡卓妍                  | 青青         | 素素之妹，有五百年道行的青蛇精                         |          | 佐佐木亞紀 |
| 文章                    | 能忍         | 法海的徒弟，原為和尚，後中毒而變成蝙蝠妖，与青蛇相戀。 | 張達明   | 岸尾大輔   |
| 徐若瑄                  | 千年雪妖     |                                                        |          | 岡本麻彌   |
| 楊千嬅                  | 兔妖         |                                                        |          |            |
| 姜武                    | 龟妖         |                                                        | 鄭保瑞   |            |
| 杜汶泽                  | 蛤蟆妖       |                                                        |          |            |
| 林雪                    | 鸡妖         |                                                        |          |            |
| 湯盈盈                  | 猫妖         |                                                        |          |            |
| 王一楠                  | 猴妖         |                                                        |          |            |
| 郭羡妮                  | 青楼女子     |                                                        |          |            |
| 韩栋                    | 採藥郎       |                                                        |          |            |
| 诗雅                    | 蝙蝠妖       |                                                        |          |            |
| 罗家英                  | 神秘药师     |                                                        |          |            |
| 陈燃                    | 狐狸妖       |                                                        |          |            |
| 洪杰                    | 許仙採藥伙伴 |                                                        |          |            |
| 備註                    |              |                                                        |          |            |
| ※粗體字為主要演员阵容。 |              |                                                        |          |            |

## 主创人员
- 出品人：杨子
- 监制：崔宝珠
- 导演：程小东
- 制片人：王松、王岳、徐英奎、葉建國
- 编剧：张炭、曾谨昌、司徒卓漢
- 造型指导：张叔平
- 动作指导：程小东
- 摄影指导：姜国民
- 原創音樂：雷颂德
- 剪辑：林安儿
- 出品商：中国巨力影视传媒有限公司

## 主題曲
- 《許諾》

主唱：黃聖依、林峯
作詞：陳少琪、作曲：Choi Joon Young、編曲：Yuta & Iki
原創版權：Warner/Chappell Music Korea Inc.
監制：Choi Joon Young、李偲菘、鄧智偉

## 轶事
最初李连杰只是客串角色，但后来拍了25天就成为影片主演之一，因为李连杰和监制崔宝珠20多年的感情是最重要的原因，他表示“这一次主要是還人情债”。

## 相关书籍
| 發行日期      | 書名                                                     | 作者               | 出版社             | 页  | ISBN                   |
| ------------- | -------------------------------------------------------- | ------------------ | ------------------ | --- | ---------------------- |
| 2011年9月1日  | 《白蛇传说：剧照版》 （白蛇传说·人间） （白蛇传说·妖界） | 杨子 王克非        | 北京师范大学出版社 | 88  | ISBN 978-7-303-08721-1 |
| 2011年10月1日 | 《白蛇传说》                                             | 杨子 王克非 安小羽 | 北京师范大学出版社 | 231 | ISBN 978-7-303-13432-8 |

## 票房
影片在中国大陆首周五天收获7620万元，位列该周票房榜冠军，随后的第三周再次拿下票房冠军，至10月30日累计超过2亿元。最终票房约为2.08亿元人民币。
本片的香港票房为127万元港币。本片的马来西亚票房为133万美金。
| 上一届： 《夺命深渊》 | 2011年中国内地一周票房冠军 第40周 9月26日—10月2日   | 下一届： 《画壁》   |
| 上一届： 《画壁》     | 2011年中国内地一周票房冠军 第42周 10月10日—10月16日 | 下一届： 《绿灯侠》 |

## 獎項
| 年份   | 頒獎典禮             | 獎項         | 得獎者               | 結果 |
| ------ | -------------------- | ------------ | -------------------- | ---- |
| 2011年 | 第48屆金馬獎         | 最佳視覺效果 | 羅偉豪/柳希姃/黃宏顯 | 提名 |
| 2012年 | 第31屆香港電影金像獎 | 最佳動作設計 | 程小東               | 提名 |
| 2012年 | 第31屆香港電影金像獎 | 最佳视觉效果 | 柳希姃/羅偉豪/黃宏顯 | 提名 |